# Frans Bonduel

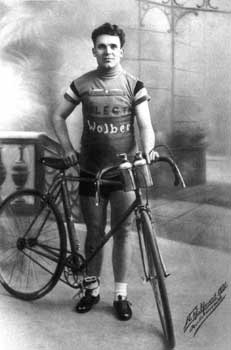
Frans Bonduel (1932)

Frans Bonduel (* 26. September 1907 in Baasrode; † 25. Februar 1998 ebenda) war ein belgischer Radrennfahrer.
Nahezu 20 Jahre, von 1928 bis 1947, war Frans Bonduel als Profi-Radrennfahrer aktiv. Viermal startete er zwischen 1929 und 1934 bei der Tour de France. 1930 gewann er eine Etappe und wurde Siebter der Gesamtwertung, 1932 gewann er zwei Etappen und wurde Sechster.
Im Laufe seiner langen Karriere konnte Bonduel weitere Erfolge erringen. 1929 gewann er den Circuit du Midi und den Omloop van België, 1930 die Flandern-Rundfahrt und 1930, 1932 den Grote Prijs Stad Sint-Niklaas sowie 1937 Schaal Sels, 1931 den Circuit du Morbihan. 1934 wurde er Dritter von Paris–Roubaix. 1937 siegte er im Eintagesrennen Marseille–Lyon. 1938 gewann er eine Etappe der Internationalen Deutschland-Rundfahrt und belegte in der Gesamtwertung Rang zwei. 1939 entschied er Paris–Tours für sich. Als sein Lieblingsrennen galt Paris-Brüssel, das er zweimal – 1934 und 1939 – gewann, dreimal wurde er Zweiter und einmal Dritter, weshalb er auch Monsieur Paris-Bruxelles  genannt wurde. 1946 gewann er eine Etappe von Paris–Nizza. 1931 startete er in der Distanzfahrt Paris–Brest–Paris und verlor seine Siegchancen erst nach einem Defekt nach 526 Kilometern, als er die Spitzengruppe um den späteren Sieger Hubert Oppermann ziehen lassen musste.
Von 1934 bis 1994 lebte Bonduel in Sint-Gillis-bij-Dendermonde, einer Nachbargemeinde seines Geburtsortes (beide gehören zu Dendermonde), bis er in ein Altenheim zog. Nach dem Ende seiner Radsportlaufbahn eröffnete er gemeinsam mit seiner Frau ein Hutgeschäft. 2007, zu seinem 100. Geburtstag, wurde in seinem Heimatort Baasrode eine Straße nach Frans Bonduel benannt und eine Ausstellung über ihn gezeigt.